# The Greatest Story Ever Told (The Lawrence Arms)
The Greatest Story Ever Told è il quarto album della band melodic hardcore The Lawrence Arms. Si tratta di un concept album, ovvero di un disco i cui brani seguono un unico percorso narrativo ed i cui testi sono collegati, sviluppando nel complesso un'unica storia.

## Tracce
1. Introduction: The Ramblin' Boys of Pleasure Sing the Hobo Clown Chorus – 0:26
2. The Raw and Searing Flesh – 3:07
3. On With the Show – 1:29
4. Drunk Mouth Kitchen Smile – 2:26
5. Alert the Audience! – 2:16
6. Fireflies – 3:54
7. The March of the Elephants – 1:28
8. Chapter 13: The Hero Appears – 2:50
9. Hesitation Station – 1:43
10. The Revisionist – 3:19
11. The Ramblin' Boys of Pleasure – 2:44
12. A Wishful Puppeteer – 3:11
13. The Disaster March – 3:51
14. Outro: Hobo Reprise – 0:27

## Formazione
- Chris McCaughan - voce, chitarra
- Brendan Kelly - basso
- Neil Hennessy - batteria